# Liste des voies de Toulon
Cet article recense les voies de Toulon, en France.

## Liste

### A
- Boulevard Abbé-Duployé
- Impasse Abbé-Edmond-Eude
- Rue Abbé-de-l'Épée
- Place Abbé-Léon-Spariat
- Rue Abd-el-Kader
- Rue d'Abidjan
- Impasse d'Aboukir
- Boulevard des Acacias
- Montée des Acacias
- Place des Acacias
- Allée des Acanthes
- Rue Adam-de-Craponne
- Rue Adjudant-Chef-Francois-Ollivier
- Place Adolphe-Béguin
- Rue Adolphe-Bony
- Rue Adolphe-Guiol
- Rue Adolphe-Thiers
- Rue des Adrets
- Boulevard de l'Aguillon
- Boulevard Alata
- Rue Albert
- Place Albert-1er
- Avenue Albert-Camus
- Rue Albert-Guillot
- Rue d'Alep
- Rue Alexandre-Borrely
- Boulevard Alexandre-Julien
- Rue Alexandre-Volta
- Rue d'Alexandrie
- Rue Alexis-Agarrat
- Rue Alezard
- Avenue Alfred-Guichon-de-Grandpont
- Avenue Alfred-de-Musset
- Avenue Alfred-Nobel
- Rue d'Alger
- Boulevard des Allobroges
- Impasse Allongue
- Chemin de l'Alma
- Rue des Aloes
- Impasse des Alouettes
- Boulevard Alphand
- Rue Alphonse-Daudet
- Avenue Alphonse-Juin
- Avenue Alsace-Lorraine
- Rue Amable-Mabily
- Impasse des Amandiers
- Rue Ambroise-Paré
- Impasse Ambroise-Thomas
- Impasse Amiel
- Avenue Amiral-Aube
- Avenue Amiral-Barjot
- Rue Amiral-Cellier
- Rue Amiral-Charner
- Avenue de l'Amiral-Collet
- Allées Amiral-Courbet
- Avenue Amiral-Daveluy
- Avenue Amiral-Daveluy-Briancourt
- Rue Amiral-Dumesnil
- Place Amiral-Duperre
- Rue Amiral-Emeriau
- Rue Amiral-d'Estaing
- Boulevard Amiral-Francois-de-Grasse
- Rue Amiral-Ganteaume
- Rue Amiral-Jaujard
- Avenue Amiral-Jaureguiberry
- Boulevard Amiral-Jean-Vence
- Avenue Amiral-Krantz
- Rue Amiral-Nomy
- Rue Amiral-Ravel
- Place Amiral-Sénès
- Place Amiral-Victor-Senes
- Rue Amiral-Villaret-de-Joyeuse
- Rue Anatole-France
- Avenue André-Ampère
- Rue André-Blondel
- Boulevard Andre-Chantemesse
- Rue André-Chénier
- Rue André-Filippi
- Rue André-Honoraty
- Avenue André-Le-Chatelier
- Rue André-Massena
- Rue André-Messager
- Rue André-Vuillet
- Impasse des Anémones
- Rue de l'Angle
- Rue d'Annam
- Rue des Anthémis
- Chemin des Antilles
- Rue Antoine
- Rue Antoine-Bonnet
- Rue Antoine-Chasteuil
- Rue Antoine-Coulet
- Chemin Antoine-Dottori
- Rue Antoine-Groignard
- Rue Antoine-de-Saint-Exupéry
- Boulevard Antoine-Sarraire
- Avenue Antoine-Senequier
- Rue Antoine-Watteau
- Carrefour Antonin-Chaude
- Rue d'Antrechaus
- Rue Arago
- Impasse des Arbousiers
- Avenue des Arènes
- Avenue Aristide-Briand
- Avenue Aristide-Briand-Prolongée
- Place Armand-Valle
- Boulevard des Armaris
- Allée de l'Armée-d'Afrique
- Place d'Armes
- Chemin des Armoises
- Impasse des Armoises
- Rue Arnaud
- Traverse Arnaud
- Chemin Arthur
- Rue de l'Artillerie
- Chemin Artur
- Chemin Aspirant-François-Bougarel
- Rue Aspirant-Roger-Erbetti
- Rue d'Astour
- Impasse Astrantia
- Chemin de l'Aubisque
- Rue Audibert-Esclangon
- Rue Auffan
- Impasse Augarde
- Avenue Auguste-Aiguier
- Avenue Auguste-Battarel
- Avenue Auguste-Berthon
- Rue Auguste-Berthon
- Avenue Auguste-Blanqui
- Place Auguste-Bouzigues
- Boulevard Auguste-Fournier
- Rue Auguste-Mignet
- Rue Augustin-Daumas
- Avenue Augustin-Gueymard
- Rue Augustin-Thierry
- Rue d'Aumale
- Allée Aumonier-Robineau
- Impasse Autran
- Allée des Aviateurs
- Rue d'Azaguie
- Boulevard Azan
- Passage d'Aziyade

### B
- Rond-point Bachaga-Saïd-Boualam
- Boulevard des Baguiers
- Impasse Baille
- Traverse Bailly
- Traverse des Bains
- Rue Ballatore
- Chemin du Banier
- Chemin du Baou-des-Quatre-Auro
- Rue Baptistin-Semori
- Impasse la Baptistine
- Impasse Barnier
- Chemin de la Barre
- Boulevard Barthélémy
- Chemin Barthélémy-Florent
- Chemin Barthélémy-Taladoire
- Rue Barthelon
- Allée du Basilic
- Rue Basire
- Rue Bastide
- Allée des Bastidons
- Chemin de la Batterie-Basse
- Boulevard Bauchière
- Rue Baudelaire
- Chemin de la Baume
- Rue des Baumelles
- Rue Bausset
- Impasse Bava
- Rue Bayard
- Impasse Bayle
- Rue Bayle
- Boulevard Bazeilles
- Chemin du Béal
- Impasse Beau-Regard
- Vallon Beau-Sejour
- Chemin Beau-Site
- Chemin de la Beaucaire
- Traverse de la Beaucaire
- Avenue de Beaulieu
- Impasse Beaulieu
- Boulevard Beaumarchais
- Place Beausoleil
- Rue Beaussier
- Rue Bel-Air
- Avenue Bellaud-de-la-Bellaudière
- Quai Belle-Rive
- Chemin Belle-Visto
- Avenue de Bellegarde
- Impasse Belles-Roches
- Avenue Bellevue
- Impasse Bellevue
- Rue du Belvédère
- Place Benjamin-Rimbaud
- Avenue Benoît-Malon
- Impasse de la Bergerie
- Rue de la Bergerie
- Traverse de la Bergerie
- Chemin des Bergers
- Rue de Berluc-Perussis
- Impasse Bernard
- Rue Bernard-Palissy
- Impasse Bernardi
- Rue Berrier-Fontaine
- Rue Berthelot
- Rue Berthier
- Impasse de la Berthoniere
- Impasse Bertrand
- Rue Bertrand-de-Saussine
- Avenue de Besagne
- Boulevard Bianchi
- Impasse Bidon
- Impasse de la Binette
- Avenue Bir-Hakeim
- Impasse Bir-Hakeim
- Place Biscarre
- Impasse Biskra
- Impasse Blanc
- Rue Blanc
- Chemin de Blida
- Impasse Bocchecciampe
- Rue Bokanowski
- Impasse du Bon-Coin
- Rue du Bon-Pasteur
- Rue Bon-Séjour
- Rue Bonfante
- Impasse Bonifay
- Chemin de Bonnegrace
- Chemin des Bonnes-Herbes
- Impasse des Bonnes-Herbes
- Rue des Bonnetières
- Rue des Bonnettes
- Rue Borée
- Impasse Bosano
- Rue Bosano
- Traverse Bosano
- Rue du Bosphore
- Chemin du Bosquet
- Chemin de la Bosquette
- Rue Bossuet
- Rue des Boucheries
- Allée des Bougainvillées
- Boulevard Bourcier
- Avenue de la Bourdonnais
- Rue du Bourget
- Avenue de Bourgogne
- Rue Boursset
- Allée Boy-Scout-Léon-Millou
- Avenue Bozon-Verduraz
- Rue Branzon
- Impasse Brémond
- Rue de la Bresque
- Avenue Brindejonc-des-Moulinais
- Rue de la Brise
- Impasse Brissaud
- Avenue de Brunet
- Impasse Bruno
- Rue Brusquet
- Impasse des Buissons
- Traverse des Buissons-Ardents
- Passage Burgues

### C
- Impasse Cabissol
- Rue Cabissol
- Impasse des Cades
- Chemin de la Calade
- Chemin de la Caladette
- Impasse Calendeau
- Rue Caliope
- Impasse Calvi
- Impasse des Camelias
- Rue Camille-Chaigneau
- Rue Camille-Flammarion
- Place Camille-Ledeau
- Place de la Canaillette
- Chemin de la Canolle
- Impasse Canonica
- Rue Canrobert
- Impasse du Cap
- Rue du Capitaine-Aniort
- Rue Capitaine-Colonna
- Rue Capitaine-Georges-Barisset
- Rue Capitaine-Gilbert-Gauld
- Rue Capitaine-Henri-Gautier
- Rue Capitaine-Joseph-Casanova
- Rue Capitaine-Masson
- Rue Capitaine-de-Vaisseau-Renon
- Rue du Capitole
- Impasse des Capucines
- Traverse des Capucins
- Rue Cardinal-Richelieu
- Avenue du Carmel
- Impasse du Caroubier
- Chemin de la Carraire
- Impasse de la Carraire
- Impasse Carrera
- Chemin des Carrieres-de-Donamorte
- Rue Casabianca
- Montée Casse-Cou
- Rue de la Cassine-du-Chevalier-Paul
- Impasse Cassini
- Rue Cassini
- Allée de Cassiopée
- Impasse Castel
- Rue Castel
- Rue Castel-Blaze
- Boulevard Castel-Lautier
- Rue du Castelet
- Rue de Castellas
- Rue du Castellet
- Rue Castillon
- Place de la Cathédrale
- Traverse de la Cathédrale
- Place Cauvière
- Rue Cauvière
- Rue Cauvin
- Impasse des Cèdres
- Rue des Cèdres
- Impasse Centrale
- Rue Centrale
- Rue Cesar-Vezzani
- Rue Cézanne
- Rue de Chabannes
- Rue Chabre
- Rue Challier
- Rue Chalucet
- Traverse du Champ-Mille
- Rue Champlain
- Rue Champollion
- Impasse Champoux
- Rue Chanoine-Bouisson
- Rue Chantazur
- Allée Chantebois
- Rue Chantefleur
- Rue Chantemer
- Rue Chantemont
- Rue Chantepin
- Passage du Chapeau-Rouge
- Rue de la Chapelle
- Chemin de la Chapelle-Notre-Dame
- Rue Chaptal
- Impasse du Char-d'Aquitaine
- Allée de la Charbonnière
- Impasse des Chardonnerets
- Rue Charlemagne
- Boulevard Charles-Baudin
- Avenue Charles-Gantelme
- Traverse Charles-Gounod
- Rue Charles-Isnard
- Passage Charles-Jouvin
- Rue Charles-Lavigerie
- Rue Charles-Lejeune
- Avenue Charles-Marenco
- Avenue Charles-Nungesser
- Rue Charles-Péguy
- Rue Charles-Poncy
- Rue Charles-Sandro
- Rue Charles-Vaillant
- Rue Charloun-Rieu
- Chemin de la Chartreuse
- Rue Chartreuse-de-Montrieux
- Chemin du Château-Rose
- Rue Châteaubriand
- Rue Chaulieu
- Rue du Chemin-de-Fer
- Ancien Chemin-de-la-Valette
- Rue Chenard-Huché
- Avenue du Chêne-Vert
- Impasse du Chêne-Vert
- Impasse des Chênes
- Rue Chevalier-d'Assas
- Rue Chevalier-Paul
- Rue des Chèvrefeuilles
- Avenue Chiarisoli-Bey
- Rue de Choiseul
- Place Christine
- Impasse de la Cigale
- Impasse des Citronniers
- Rue Clair-Horizon
- Rue Claire-Joie
- Chemin de la Clairette
- Rue Clairs-Matins
- Boulevard Clamour
- Chemin de la Clapière
- Avenue de Claret
- Rue Claude-Barthélémy
- Impasse Claude-Bernard
- Rue Claude-Bernard
- Rue Claude-Chappe
- Avenue Claude-Farrère
- Chemin Claude-Lorrain
- Impasse Clémence
- Rue Clémence
- Rue Clio
- Chemin des Clochettes
- Rue Cloquet
- Rue Clos-Malèche
- Traverse Clovis
- Avenue Clovis-Hugues
- Impasse Coguiec
- Avenue Colbert
- Rue Coli
- Carraire du Collet-Saint-Pierre
- Chemin du Collet-de-Saint-Pierre
- Chemin de la Colline
- Chemin Colline-Giraud
- Boulevard des Collines
- Impasse des Collines
- Rue de Colmar
- Rue Colomb-Béchar
- Impasse des Colombes
- Boulevard Colonel-Albert-Grand
- Place Colonel-Bonnier
- Rue Colonel-Débés
- Place Colonel-Dessert
- Avenue Colonel-Driant
- Avenue Colonel-Duboin
- Avenue Colonel-Fabien
- Rue Colonel-Langlois
- Rue Colonel-Moll
- Avenue Colonel-Picot
- Rue de la Comédie
- Boulevard Commandant-André-Bourges
- Rue Commandant-Bernard
- Traverse Commandant-Bertrand-de-Saussine
- Avenue Commandant-Guilbaud
- Avenue Commandant-Guyon
- Rue Commandant-Henri-Thal
- Rue Commandant-l'Herminier
- Rue Commandant-Houot
- Avenue Commandant-Jean-Loste
- Rue Commandant-Jean-Loste
- Place Commandant-Jean-Sénéquier
- Boulevard Commandant-Joseph-Nicolas
- Avenue Commandant-Jules-Hamel
- Place Commandant-Lamy
- Avenue Commandant-Marchand
- Impasse Commandant-Raynal
- Quai Commandant-Rivière
- Allée du Commandant-Scias
- Rue Commandant-Victor-Morazzani
- Chemin de la Commanderie
- Rue Commissaire-Becker
- Rue du Commissaire-Morandin
- Route des Commoni
- Rue Condorcet
- Rue de la Consigne
- Avenue Constant-Perroud
- Avenue Contre-Amiral-Trolley-de-Prévaux
- Boulevard de la Convention
- Rue des Coquelicots
- Passage de la Corderie
- Rue Corneille
- Impasse Corniche-Supérieure
- Rue des Cornouailles
- Impasse Corriol
- Avenue de la Corse-Resistante
- Boulevard Coste-Chaude
- Rue de Coste-Vieille
- Chemin de Costebelle
- Impasse des Coteaux-Fleuris
- Rue de Cotonou
- Passage des Cottages
- Rue des Cottages-Fleuris
- Chemin du Coucou
- Rue Coulmier
- Rue Courmes
- Rue Courteline
- Rue de Crillon
- Rue de Crimée
- Chemin de la Croix-du-Sud
- Quai Cronstadt
- Rue Cugnot
- Place Curie
- Rue Curie
- Rue Cuvier
- Chemin des Cyprès
- Traverse des Cyprès
- Impasse des Cystes

### D
- Rue Dagobert
- Rue Daguerre
- Rue du Dahomey
- Rue Daillon
- Rue de Dakar
- Rue de Damas
- Place Dame-Sibille
- Rue Danes-de-Marly
- Traverse Daniel-Berthelot
- Rue Danielle-Casanova
- Rue Danton
- Rue Darbon
- Avenue des Dardanelles
- Rue Darius-Milhaud
- Rue de la Darse
- Rue Daucourt
- Rue Daumier
- Impasse David
- Rue David
- Rue David-d'Angers
- Rue Davoust
- Rue Deguiraud
- Rue Dei-Cigaloun
- Avenue Delaneau
- Boulevard Delescluze
- Rue Delpech
- Boulevard de la Démocratie
- Rue Denis-Litardi
- Rue Denis-Papin
- Traverse Deprez
- Boulevard Desaix
- Rue Descartes
- Rue Désiré
- Traverse Desprez
- Rue Diane
- Rue Diderot
- Rue Diégo-Suarez
- Rue du Docteur-Alexandre-Prat-Flottes
- Boulevard Docteur-Amouretti
- Rue Docteur-Auran
- Rue du Docteur-Barrois
- Impasse Docteur-Blanchard
- Rue Docteur-Bondil
- Boulevard du Docteur-Bourgarel
- Rue Docteur-Carence
- Place Docteur-Charles-Aubin
- Boulevard Docteur-Charles-Barnier
- Boulevard Docteur-Cunéo
- Avenue Docteur-Doyen
- Boulevard Docteur-Félix-Escudier
- Boulevard du Docteur-Fénelon
- Rue du Docteur-Fernand-Clément
- Rue Docteur-Gibert
- Allée Docteur-Henri-Raoulx
- Rue Docteur-Jean-Bertholet
- Rue Docteur-Joseph-Martinenq
- Rue du Docteur-Jules-Dasprès
- Avenue Docteur-Jules-Fontan
- Allées du Docteur-Laures
- Rue Docteur-de-Lespinois
- Rue Docteur-Lobligeois
- Rue Docteur-Longchamp
- Rue Docteur-Louis-Fouques
- Impasse Docteur-Loustau
- Rue Docteur-Marcel-Gauran
- Rue Docteur-Maurin
- Rue Docteur-Paul-Marotte
- Rue Docteur-Perrimond
- Rue Docteur-Raynaud
- Impasse Docteur-Valentin-Henseling
- Rue Docteur-Vincent
- Rue Dominique-Santini
- Impasse de Domrémy
- Rue de Domrémy
- Avenue Donchery
- Rue de Douala
- Rue de la Douane
- Rue Dragon
- Rue Drouet
- Rue Dugommier
- Rue Duguay-Trouin
- Impasse Dumetz
- Avenue Dumonceau
- Rue Dumont-d'Urville
- Rue Duplessis-Ollivault
- Rue Duquesne
- Avenue Dussap
- Impasse Dutasta
- Rue Dutasta

### E
- Parvis des Écoles
- Boulevard Édgard-Amigas
- Rue Edmond-Haraucourt
- Avenue Edmond-Rostand
- Boulevard Édouard-Aiguier
- Rue Édouard-Branly
- Impasse Edouard-Chevalier
- Avenue Édouard-Herriot
- Avenue Édouard-Latil
- Avenue Édouard-Le-Bellegou
- Rue Édouard-Perrichi
- Allée des Églantiers
- Rue de l'Eglantine
- Rue de l'Église
- Impasse El-Kantara
- Avenue Élie-Ceccaldi
- Traverse Elie-Fertier
- Avenue de l'Elisa
- Rue Elise-Roere
- Rue Élisée-Reclus
- Avenue de l'Elysée
- Rue Elzéard-Jouveau
- Impasse Emeric
- Avenue Émile-Barla
- Avenue Émile-Fabre
- Corniche Émile-Fabre
- Rue Emile-Gimelli
- Quai Émile-Grenier
- Boulevard Émile-Jacquemin
- Rue Emile-Jahandiez
- Rue Émile-Ollivier
- Avenue Émile-Vincent
- Rue Émile-Zola
- Boulevard Enseigne-de-Vaisseau-Guès
- Boulevard Enseigne-de-Vaisseau-Michel-Gues
- Avenue d'Entrecasteaux
- Place de l'Equerre
- Rue de l'Équerre
- Avenue de l'Ermitage
- Avenue Ernest-Nogre
- Traverse Ernest-Nogre
- Rue Ernest-Renan
- Avenue Ernest-Roller
- Impasse Ernest-Roller
- Boulevard de l'Escaillon
- Passage Escalon
- Rue d'Espagne
- Rue Espanet
- Cours de l'Esperance
- Rue Esselier
- Impasse Estampe
- Avenue Estelle
- Impasse Estelle
- Rue Étienne-Dauphin
- Rue Étienne-Dolet
- Rue Étienne-Lantelme
- Rue Étienne-Pelabon
- Rue de l'Étoile
- Impasse Eugène-Dauphin
- Rue Eugène-Manuel
- Boulevard Eugène-Pelletan
- Rue Eugene-Silvain
- Place de l'Europe
- Impasse Euros
- Rue Euterpe
- Avenue Eve-Lavalliere
- Place de l'Eventail
- Impasse Eyraud

### F
- Rue Fabrègue
- Chemin Fabry
- Chemin de la Farigoulette
- Boulevard du Faron
- Route du Faron
- Impasse Faure
- Impasse de la Fauvette
- Rue Favier
- Chemin de Favières
- Avenue Faye-Garaud
- Rue Félix-Banette
- Rue Félix-Brun
- Square Felix-Gras
- Rue Félix-Mayol
- Rue Félix-Pyat
- Rue Fely-Mouttet
- Rue Ferdinand
- Rue Ferdinand-Brunetière
- Boulevard Ferdinand-de-Lesseps
- Rue Ferdinand-Pelloutier
- Rue Fernand-Sardou
- Rue Fiandino
- Place Fiegenschuh
- Rue des Fils-Blancard
- Avenue des Fils-Marescot
- Rue Firmin-Cauvin
- Boulevard Fisquet
- Allée des Flamboyants
- Boulevard Flamenq
- Impasse Fleur-de-Rocaille
- Avenue des Fleurs
- Impasse des Fleurs
- Parc la Florane
- Chemin de Flore
- Impasse de Flore
- Chemin Florian
- Avenue de Font-Pré
- Impasse Forest
- Chemin de Forgentier
- Chemin du Fort-Blanc
- Chemin du Fort-Cap-Brun
- Chemin du Fort-Rouge
- Impasse Fortuna
- Chemin Foucou
- Impasse Foucou
- Traverse Foucou
- Rue Fougassière
- Boulevard Fourniol
- Chemin des Fours-à-Chaux
- Rue Fragonard
- Rue Fraize
- Avenue Francis-Garnier
- Rue Francis-Garnier
- Rue Francis-de-Pressence
- Rue Francis-de-Pressense
- Rue François-Andreani
- Rue François-de-Clinchamp
- Rue François-Consalvi
- Rue François-Coppée
- Impasse François-Cruciani
- Avenue François-Cuzin
- Rue François-Fabié
- Impasse Francois-Giaume
- Rue Francois-Mansard
- Impasse François-Marcel
- Avenue François-Nardi
- Boulevard Francois-Raynouard
- Avenue François-Roustan
- Impasse François-Xavier
- Avenue Frandore
- Rue Franklin
- Avenue Franklin-Roosevelt
- Rue de la Fraternité
- Rue Fravéga
- Rue Frederic-Mireur
- Littoral Frédéric-Mistral
- Avenue Frédéric-Passy
- Rue des Frêres-Bonifay
- Rue des Frères-Gay
- Rue des Frêres-Perrault
- Impasse Fresnel
- Place Fulcran-Suchet
- Avenue des Fusiliers-Marins

### G
- Rue du Gabon
- Rue Gabriel
- Rue Gabriel-Drageon
- Place Gabriel-Péri
- Rue Gabriel-Hanoteau
- Chemin Gaëtan-Gastaldo
- Avenue du Gai-Coteau
- Avenue de la Gaie-Vallée
- Impasse de la Gaie-Vallée
- Chemin du Galibier
- Rue de la Galissonnière
- Place Gambetta
- Rue Gardien-Rouvillois
- Rue Garibaldi
- Rue Garnero
- Chemin de la Garnière
- Montée des Garrigues
- Impasse Gasquet
- Chemin de Gaudissard
- Impasse Gay-Lussac
- Avenue Général-Brière-de-l'Isle
- Boulevard Général-Brosset
- Rue Général-Caillet
- Rue Général-Changarnier
- Rue General-Charles-Mangin
- Avenue Général-Coronat
- Rue Général-Faidherbe
- Rue Général-Ferrie
- Avenue General-Gabriel-Aube
- Corniche Général-de-Gaulle
- Avenue General-Henri-Jose-Gouraud
- Avenue General-Henri-Nogues
- Allée Général-Marchand
- Rue Général-Maurice-David
- Rue Général-Michel-Audéoud
- Rue Général-Partourneaux
- Avenue Général-Pruneau
- Impasse des Genêts
- Rue des Genêts
- Rue de Genève
- Rue des Genevriers
- Impasse des Genévriers
- Rue George-Sand
- Boulevard Georges
- Rue Georges-Berton
- Avenue Georges-Bizet
- Impasse Georges-Bizet
- Boulevard Georges-Clemenceau
- Avenue Georges-Giraud
- Rue Georges-Guynemer
- Allée Georges-Leygues
- Rue Georges-Mandel
- Impasse Georges-Moineaux
- Boulevard Georges-Richard
- Rue Georges-Saunier
- Impasse Gérantes
- Rue de Gergovie
- Rue Gilbert-Kersaho
- Impasse Gilette
- Rue Gilly
- Rue Gimelli
- Rue Gioacchino-Rossini
- Rue de la Glacière
- Rue des Glycines
- Rue Gorlier
- Rue Gourrier
- Rue Gouverneur-Général-Binger
- Rue Gouverneur-Général-Eboué
- Avenue Gozza
- Impasse Grac
- Impasse du Grand-Bau
- Place du Grand-Couvent
- Impasse Grandval
- Rue Grandval
- Chemin de Gratte-Semelle
- Boulevard Grignan
- Rue Gubler
- Rue Gueit
- Chemin de la Guerinière
- Place du Guesclin
- Impasse Guichon-de-Grandpont
- Rue Guillaume-Ponteil
- Allée Guiol
- Rue Guiot
- Place Gustave-Balles
- Rue Gustave-Flaubert
- Rue Gustave-Garaud
- Place Gustave-Lambert
- Rue Gustave-Zédé
- Impasse Guy-Froc

### H
- Rue du Haras
- Avenue de la Haye
- Rue Hector-Berlioz
- Impasse Hélène
- Rue Hélène-Boucher
- Boulevard de l'Hélvétie
- Avenue Henri-Barbusse
- Boulevard Henri-Fabre
- Rue Henri-Graglia
- Rue Henri-IV
- Avenue Henri-Mathis
- Rue Henri-Matisse
- Rue Henri-Pastoureau
- Rue Henri-Poincaré
- Rue Henri-Sainte-Claire-Deville
- Rue Henri-Seillon
- Rue Henri-Vanquèrp
- Rue Henri-Vienne
- Avenue Henry-Dunant
- Rue Hippolyte-Duprat
- Rue Hippolyte-Mourdeille
- Rue Hippolyte-Taine
- Impasse des Hirondelles
- Vallon des Hirondelles
- Rue Hitar
- Rue Hoche
- Impasse du Hoggar
- Impasse Honoré
- Rue Honoré
- Traverse Honoré
- Rue Honoré-Pourchier
- Traverse de l'Hôpital
- Rue de l'Hôpital
- Rue de l'Hôpital-Font-Pré
- Montée des Horiae
- Passage de l'Hôtel-de-Ville
- Chemin de l'Hubac
- Place Hubac
- Place à l'Huile
- Allées du 8-Mai-1945
- Rue de l'Humilité

### I
- Avenue des Îles-d'Or
- Avenue des Îles-d'Or-Prolongée
- Avenue de l'Infanterie-de-Marine
- Boulevard Ingénieur-Bonnier
- Place Ingenieur-Colonel-Monsenergue
- Traverse de l'Institut
- Descente des Iris
- Place des Iris
- Rue de l'Iseran
- Rue d'Isly

### J
- Rue Jacquemet
- Avenue Jacques-Cartier
- Traverse Jacques-Lemercier
- Avenue Jacques-Olive
- Rue Jacquinot
- Impasse Jaine
- Traverse Jaine
- Rue James-Pradier
- Rue Janvier
- Impasse des Jardins
- Rue Jean-Agnèse
- Rue Jean-Aicard
- Traverse Jean-Aicard
- Rue Jean-Ayral
- Boulevard Jean-Baptiste-Abel
- Rue Jean-Baptiste-Alphonse-Baudin
- Rue Jean-Baptiste-Aymard
- Rue Jean-Baptiste-Gaignebet
- Chemin Jean-Baptiste-Henry
- Avenue Jean-Baptiste-Lieutaud
- Rue Jean-Baptiste-Lulli
- Avenue Jean-Baptiste-Massillon
- Boulevard Jean-Baptiste-Pellicot
- Impasse Jean-Baptiste-de-la-Rose
- Rue Jean-Baptiste-Vin
- Rue Jean-Bart
- Rue Jean-Bartolini
- Rue Jean-Bonnet
- Place Jean-Bourguet
- Quai Jean-Charcot
- Rue Jean-de-Chaumont
- Rue Jean-Duville
- Avenue Jean-Eugene-Rouden
- Boulevard Jean-Felix-Ullmann
- Chemin Jean-de-la-Fontaine
- Rue Jean-Guillaume-Viennet
- Avenue Jean-Guiramand
- Rue Jean-Guiton
- Rue Jean-Henri-Fabre
- Rue Jean-Jaurès
- Rue Jean-Joseph-Pascalis
- Rue Jean-Labrosse
- Rue Jean-Lombard
- Place Jean-Macé
- Rue Jean-Mallard
- Place Jean-Mermoz
- Avenue Jean-Moulin
- Boulevard Jean-Noble
- Rue Jean-Paul-Rouquerol
- Rue Jean-Pezous
- Rue Jean-Philippe-Rameau
- Chemin Jean-Pierre-Hascoett
- Avenue Jean-du-Plessis-de-Grenedan
- Place Jean-Portalis
- Rue Jean-Racine
- Rue Jean-Scunzani-Mort-en-Déportation
- Rue Jean-Trinchero
- Boulevard Jean-Ullmann
- Impasse Jeanne
- Rue Jeanne-d'Arc
- Rue Jeanne-Hachette
- Impasse Jeanne-Jugan
- Rue du Jeu-de-Paume
- Chemin du Jonquet
- Chemin de la Jonquière
- Impasse de la Jonquière
- Rue des Jonquilles
- Rue Jose-Darbaud
- Rue Jose-Mange
- Rue Joseph
- Boulevard Joseph-Antoine-Borne
- Rue Joseph-Cesari
- Impasse Joseph-Étienne
- Avenue Joseph-Francois-Ramel
- Rue Joseph-Garibaldi
- Avenue Joseph-Gasquet
- Rue Joseph-Gay-Lussac
- Avenue Joseph-Louis-Ortolan
- Boulevard Joseph-Marie-Jacquard
- Rue Joseph-Peyre-Ferry
- Rue Joseph-Regimbaud
- Rue Joseph-Reymonenq
- Rue Joséphine
- Rue Jouany
- Boulevard Jouve
- Impasse Jouvence
- Rue Jules-César
- Avenue Jules-Charleux
- Rue Jules-Conforti
- Escalier Jules-Ferry
- Rue Jules-Ferry
- Chemin Jules-Maunier
- Place Jules-Mazarin
- Boulevard Jules-Michelet
- Rue Jules-Moroselli
- Allée Jules-Muraire-dit-Raimu
- Rue Jules-Renoux
- Descente Jules-Verne
- Montée Jules-Verne
- Rue Julien
- Rue July
- Rue Junique
- Place Junot

### K
- Impasse Kairouan
- Impasse Kalo
- Place Keraudren
- Rue Kerguelen
- Rue des Kermes
- Rue Kleber
- Impasse de Konakri
- Impasse Krantz

### L
- Impasse de La Bade
- Route de La Garde
- Avenue de La Palasse
- Rue Laborde
- Impasse Lacordaire
- Rue Lacordaire
- Rue Laennec
- Cours Lafayette
- Boulevard Lagane
- Rue Laindet-Lalonde
- Rue Lamalgue
- Chemin de Lamalguette
- Impasse de Lamalguette
- Rue Lamartine
- Impasse des Lambrusques
- Rue Laminois
- Rue Lamothe-Guerin
- Rue Langeron
- Boulevard Laplace
- Rue Larmodieu
- Avenue du Las
- Avenue Laurent-Mattio
- Rue Laurent-Mongin
- Allée des Lauriers-Roses
- Impasse des Lauriers-Tins
- Impasse des Lavandes
- Boulevard Lavène
- Rue Lavoisier
- Avenue Lazare-Carnot
- Rue Leblond-Saint-Hilaire
- Rue Lefebure-de-Cerisy
- Avenue Lenoir-Sarraire
- Place Leon-Blum
- Boulevard Léon-Bourgeois
- Rue Léon-Isnard
- Rue Léon-Jouhaux
- Rue Léon-Reboul
- Rue Léon-Verane
- Boulevard Leopold-Gence
- Impasse Les Mas-des-Terres-Rouges
- Impasse Leverrier
- Impasse du Liban
- Place de la Liberté
- Allée des Lices
- Avenue des Lices
- Avenue Lieutaud
- Avenue Lieutaud-Prolongée
- Rue Lieutenant-André-Fournier
- Rue Lieutenant-Aviateur-Paul-José-Leonetti
- Chemin Lieutenant-Aviateur-Paul-Maurice-Gayraud
- Rue Lieutenant-Christian-Leandri
- Avenue Lieutenant-Colonel-Chabriel
- Rue Lieutenant-Colonel-Jean-Bernard
- Impasse Lieutenant-Daumas
- Rue Lieutenant-Henri-Lacroix
- Rue Lieutenant-Joseph-André
- Rue Lieutenant-Lecerf
- Rue Lieutenant-Maurice-de-Peretti
- Rue Lieutenant-Parachutiste-Gérard-Davet
- Rue Lieutenant-Thierry
- Rue Lieutenant-de-Vaisseau-Lavier
- Rue Lieutenant-de-Vaisseau-Pierre-Poucel
- Place des Lilas
- Traverse Lirette
- Avenue de Locarno
- Rue de Lorgues
- Impasse des Loriots
- Impasse du Lotissement-Turri
- Traverse de la Loube
- Chemin de la Loubière
- Impasse Louis
- Rue Louis-Audoye
- Avenue Louis-Barthou
- Place Louis-Blanc
- Avenue Louis-Blériot
- Impasse Louis-Bonamici
- Avenue Louis-Bozzo
- Rue Louis-Brès
- Rue Louis-Carles
- Impasse Louis-Cinti
- Rue Louis-Cotelle
- Rue Louis-Ferrand
- Rue Louis-le-Grand
- Impasse Louis-Gros
- Rue Louis-Henseling
- Rue Louis-Jourdan
- Rue Louis-Jouvet
- Rue Louis-de-Latouche-Treville
- Place Louis-Martial-Laporterie
- Place Louis-Pasteur
- Rue Louis-Peise
- Boulevard Louis-Picon
- Avenue Louis-Roche
- Avenue Louis-Sorel
- Grande Corniche Louis-Valéry-Roussel
- Rue Louise
- Rue de la Louisiane
- Rue Lulli
- Rue de Lyon

### M
- Chemin Ma-Solitude
- Rue Mademoiselle-Strassel
- Rue Magenta
- Impasse Magiani
- Rue Magnaque
- Allée des Magnolias
- Rue Mairaud
- Rue Maissin
- Impasse Maistre
- Chemin de la Majourane
- Rue Marc-et-Yvonne-Baron
- Avenue Marceau
- Avenue Marcel-Castié
- Rue Marcel-Castié
- Quai Marcel-Pagnol
- Rue Marcel-Sembat
- Rue Marcq-de-Saint-Hilaire
- Avenue Maréchal-Bugeaud
- Avenue Maréchal-Foch
- Avenue Maréchal-Gallieni
- Rue Marechal-Jean-Lannes
- Boulevard Maréchal-Joffre
- Avenue Marechal-Joseph-Maunoury
- Avenue Maréchal-de-Lattre-de-Tassigny
- Boulevard Marechal-Leclerc
- Boulevard du Maréchal-Leclerc
- Rue Maréchal-des-Logis-Lorenzi
- Avenue Marechal-Louis-Hubert-Lyautey
- Rue de la Marette
- Impasse des Marguerites
- Rue des Marguerites
- Rue des Marie-Louise
- Rue Marie-Thérèse
- Rue Marius-Andrieu
- Place Marius-Champagne
- Corniche Marius-Escartefigue
- Rue Marius-Jules-Louis-André
- Rue Marius-Marnata
- Rue Marius-Touzet
- Quai Marmora
- Rue de la Marne
- Rue Marquetas
- Boulevard de la Marquisanne
- Allée des Marronniers
- Route de Marseille
- Chemin de la Martelle
- Rue Martial
- Boulevard de la Martille
- Place Martin-Bidouré
- Rue de la Martinique
- Avenue Marx-Dormoy
- Impasse du Mas-des-Rochers
- Rue Masséna
- Rue Massenet
- Rue Massiges
- Impasse Mathieu
- Rue Mathieu
- Place Maurice-Berteaux
- Chemin de la Maurinière
- Rue Maxime
- Avenue Médicis
- Boulevard Mège
- Rue Melchior-Daniel
- Rue Melchior-de-Vogue
- Rue Mélpomène
- Rue Menna
- Chemin de la Mer
- Impasse Mercier
- Rue Méridienne
- Avenue des Mésanges
- Allée de la Messone
- Rue de Metz
- Avenue des Meuniers
- Rue Meyer
- Chemin Meylan
- Passage Michel-Berthele
- Rue Michel-Bonnus
- Boulevard Michel-de-Bourges
- Rue Michel-Montaigne
- Rue Michel-Muscatelli
- Allée du Micocoulier
- Impasse des Mimosas
- Traverse des Minimes
- Chemin de la Miougarno
- Impasse MIrabeau
- Rue Mirabeau
- Boulevard Miramar
- Avenue Mirasouléou
- Rond-point Mirasouléou
- Avenue Mireille
- Impasse Mireille
- Rue Mireille
- Avenue de la Mitaine
- Avenue de la Mitre
- Chemin de Mogador
- Chemin des Moineaux
- Rue Molière
- Chemin Mon-Paradis
- Rue Mondésir
- Chemin de Moneiret
- Avenue Monseigneur-Charles-Emmanuel-Freppel
- Place Monseigneur-Francois-Deydier
- Rue du Mont-des-Eaux
- Rue du Mont-des-Oiseaux
- Rue Montauban
- Passage Montcalm
- Avenue Monte-Carlo
- Rue Montebello
- Rue Montenard
- Boulevard Montesquieu
- Avenue Monticelli
- Rue de Montserrat
- Chemin Montzey
- Rue Moreau
- Chemin du Moulin-Rose
- Avenue des Moulins
- Rue du Muguet
- Rue Muiron
- Rue Muraire
- Rue Murat
- Place du Murier
- Rue du Murier
- Impasse des Muriers
- Rue Muscari

### N
- Rue de Narvik
- Rue de Niamey
- Rue de Nice
- Rue Nicolas-Appert
- Rue Nicolas-Laugier
- Rue Nicolas-Peiresc
- Rue Nicolas-Robert
- Impasse Nicolas-Saboly
- Rue Nicolas-Vauquelin
- Impasse Nièl-Bauchière
- Place Noël-Blache
- Rue Noël-Castel
- Rue Notos
- Rue Notre-Dame
- Rue du Noyer
- Impasse Nussbaum
- Rue Nussbaum

### O
- Rue de l'Observatoire
- Rue Octave-Tessier
- Rue Octave-Virgily
- Rue des Olivades
- Chemin de l'Olivaie
- Avenue des Oliviers
- Impasse des Oliviers
- Rue des Oliviers
- Boulevard du 11-Novembre
- Rue Oradour-sur-Glane
- Rue de l'Orangerie
- Chemin de l'Oratoire
- Rue de l'Ordonnance
- Place des Orfèvres
- Avenue d'Orient
- Boulevard d'Orléans
- Rue des Ormeaux
- Rue Orves
- Rue Oswald-Larroque

### P
- Boulevard Paban
- Impasse Paillier
- Rue de la Paix
- Avenue Palamede-de-Forbin
- Impasse de la Palasse
- Rue de Palmyre
- Impasse des Papillons
- Rue des Paquerettes
- Allée du Parc-Saint-Jean
- Impasse du Parc-Saint-Jean
- Traverse Parc-Saint-Jean
- Boulevard de Paris
- Boulevard de Paris-Prolongé
- Rue Pascal
- Rue Pascal-d'Oriano
- Rue Patrice-Mac-Mahon
- Rue Paul-Arène
- Boulevard Paul-Bert
- Rue Paul-Giera
- Rue Paul-Jolly
- Rue Paul-Lendrin
- Impasse Paul-Levere
- Rue Paul-Louis-Courier
- Rue Paul-Marchelli
- Place Paul-Maurel
- Impasse Paul-Mellon
- Rue Paul-Mestres
- Impasse Paul-Pistone
- Rue Paulin-Bertrand
- Impasse Paulin-et-Gabrielle-Henry
- Rue Paulin-Guérin
- Rue Paulin-de-Montety
- Place Pavé-d'Amour
- Chemin de la Paveigne
- Impasse de la Paveigne
- Montée de la Paveigne
- Passage Pécheret
- Place Pécheret
- Rue Pécheret
- Rue Pégulu
- Rue Peiresc
- Chemin du Pélican
- Chemin du Pelvoux
- Rue de Pen-Bé
- Impasse Père-Charles-Olmi
- Impasse Pérot
- Allée des Pervenches
- Chemin des Pervenches
- Chemin du Petit-Bois
- Impasse de la Petite-Colline
- Impasse Philip
- Avenue Philippe-Lebon
- Boulevard Philippe-Ripert
- Impasse Philippe-Ripert
- Avenue de Picardie
- Rue Picot
- Rue Pierre-Bazus
- Rue Pierre-Bories
- Boulevard Pierre-Curie
- Rue Pierre-Dévoluy
- Rue Pierre-Duhem
- Boulevard Pierre-Gassendi
- Boulevard Pierre-Laugier
- Rue Pierre-Lavenne
- Rue Pierre-Letuaire
- Avenue Pierre-Loti
- Rue Pierre-Montagne
- Rue Pierre-Proudhon
- Place Pierre-Puget
- Avenue Pierre-Renaudel
- Rue Pierre-Reynier
- Rue Pierre-Semard
- Rue Pierre-Suffren
- Boulevard Pierre-Toesca
- Chemin Pietonnier-de-la-Poudrière
- Rue Pilote-Pierre-Reboul
- Chemin de la Pinède
- Avenue des Pins
- Chemin des Pins
- Impasse des Pins
- Impasse des Pinsons
- Rue Pithéas
- Avenue de la Pivotte
- Chemin de la Pivotte
- Impasse de la Pivotte
- Montée de la Pivotte
- Chemin de Plaisance
- Route de Plaisance
- Allée des Platanes
- Impasse des Platanes
- Rue des Platanes
- Impasse Plein-Soleil
- Rue Plein-Soleil
- Rue du Plessis-Ollivault
- Place de la Poissonnerie
- Rue de Pomet
- Vieux Chemin des Pomets
- Chemin des Pomets-au-Revest
- Rue Pomme-de-Pin
- Rue Poncet
- Impasse Pondichéry
- Chemin du Pont-de-Bois
- Avenue du Port-de-Plaisance
- Impasse de la Poudriere
- Rue Pourquoi-Pas
- Avenue du Pré-Fauchier
- Avenue du Pré-des-Pécheurs
- Traverse des Précheurs
- Avenue du 1er-Bataillon-de-Choc
- Place Premier-Maitre-Mecanicien-Besser
- Rue Président-Robert-Schuman
- Rue Primauguet
- Traverse des Primeroses
- Impasse des Primevères
- Place Professeur-Calmette
- Rue Professeur-Pinard
- Rue Professeur-Roux
- Rue du Progrès
- Impasse Prosper-Mérimée
- Avenue de Provence
- Chemin de Provence
- Chemin de la Providence
- Impasse Prunai
- Place Puget
- Rue Pyanet

### Q
- Place du 14-Juillet
- Place du 4-Septembre
- Chemin des Quatre-Vents
- Montée du Queyras
- Avenue du 15e-Corps

### R
- Avenue Rageot-de-la-Touche
- Place Raimu
- Impasse Raoul
- Rue Raphaël
- Rue Raymond-et-Edgar-Maufrais
- Rue Rebuffat
- Impasse de la Redoute
- Impasse Regimbaud
- Boulevard Regis-Dusserre
- Avenue Regrutto
- Rue Réhel
- Rue de la Reine-Jeanne
- Passage des Remparts
- Rue des Remparts
- Rue Renaux
- Avenue René-Cassin
- Chemin René-Grailles
- Avenue de la République (oc)
- Impasse du Reseau-Anne
- Avenue de la Résistance
- Impasse de la Résistance
- Chemin de la Ressence
- Rue Revel
- Rue Reverdit
- Rue Révérend-Père-Charles-de-Foucauld
- Rue du Révérend-Père-Joseph-Marie-Amiot
- Rue Revest
- Chemin du Revest-à-La-Valette
- Passage des Riaux
- Rue des Riaux
- Impasse Ribouet
- Traverse Richard
- Rue Richard-Andrieu
- Chemin Ricord
- Chemin de Rigoumel
- Impasse Rigoumel
- Vieux Chemin de la Ripelle
- Chemin de la Rivière
- Quai Rivière-Neuve
- Rue Robert
- Rue Robert-Guillemard
- Rue Robert-Surcouf
- Boulevard Robespierre
- Rue Roche
- Avenue Roger-Devoucoux
- Rue Roger-Giraud
- Place Roger-Lauret
- Place Roger-Pierrat
- Impasse Roger-Rossi
- Rue du Roi-René
- Rue Roland-Garros
- Avenue Roland-Morillot
- Impasse Rolle
- Rue Romain
- Rue du Romulus
- Rue Ronsard
- Chemin de la Roquette
- Rue Rosa-Bonheur
- Boulevard de la Roseraie
- Avenue des Roses
- Impasse des Roses
- Impasse Rosine
- Boulevard Rossillon
- Impasse Roubaud
- Rue des Rouges-Gorges
- Rue Rouget-de-l'Isle
- Avenue des Routes
- Rue du Ruisseau-Saint-Joseph
- Rue des Ruisseaux

### S
- Chemin Sachs
- Place Sadi-Carnot
- Rue Sagnes
- Rue Saint-Andrieu
- Passage Saint-Bernard
- Rue Saint-Bernard
- Montée Saint-Charles
- Place Saint-Cyprien
- Impasse Saint-Dominique
- Rue Saint-Eloi
- Rue Saint-Étienne
- Rue Saint-Flavien
- Rue Saint-François
- Rue Saint-Georges
- Boulevard Saint-Henri
- Rue Saint-Honoré
- Rue Saint-Isidore
- Boulevard Saint-Jacques
- Place Saint-Jean
- Avenue Saint-Joseph
- Rue Saint-Laurent
- Rue Saint-Léon
- Traverse Saint-Louis
- Chemin Saint-Marc
- Impasse Saint-Marc
- Impasse Saint-Paul
- Rue du Saint-Pilon
- Chemin de Saint-Pons
- Rue Saint-Quentin
- Rue Saint-Quinis
- Avenue de Saint-Roch
- Place Saint-Vincent
- Rue Saint-Vincent
- Rue Sainte-Adelaïde
- Rue Sainte-Adèle
- Chemin Sainte-Agathe
- Rue Sainte-Andréa
- Boulevard Sainte-Anne
- Impasse Sainte-Anne
- Rue Sainte-Christine
- Rue Sainte-Elisabeth
- Rue Sainte-Élise
- Rue Sainte-Germaine
- Boulevard Sainte-Hélène
- Impasse Sainte-Madeleine
- Rue Sainte-Marie
- Rue Sainte-Marthe
- Vieux Chemin de Sainte-Musse
- Rue Sainte-Rose
- Rue Sainte-Roseline
- Rue Sainte-Victoire
- Boulevard Salicis
- Avenue de la Samaritaine
- Rue Sampiéro
- Rue Sandin
- Rue Sandraly
- Impasse Sans-Souci
- Rue Santa-Lucia
- Impasse de la Sariette
- Impasse de la Sauge
- Chemin Sauvan
- Avenue de Savoie
- Rue des Savonnières
- Rue Sebastien-Carle
- Boulevard Sébastien-Pezetti
- Rue du Sénégal
- Impasse Séraphin
- Rue Serge-Barbot
- Rue Sergent-Agarrat
- Impasse Sergent-Chef-Louis-Mariani
- Rue Sergent-Février
- Avenue Sergent-Gabriel-Jourdan
- Chemin de la Serinette
- Impasse du Serpolet
- Rue Serre
- Rue Sgt-Guerini
- Avenue de Siblas
- Rue Sicard
- Rue Sidi-Brahim
- Rue Siffren
- Quai de la Sinse
- Rue de Siou-Blanc
- Impasse Siravo
- Impasse Soavi
- Chemin du Soleil-Levant
- Rue du Soudan
- Avenue des Sources
- Rue Sous-Lieutenant-Friggeri
- Rue Sous-Marin-Casabianca
- Rue du Sous-Marin-L'Eurydice
- Rue Sous-Marin-la-Sibille
- Quai des Sous-Mariniers
- Impasse du Souvenir
- Place du Souvenir-Français
- Avenue du Stade-Jaureguiberry
- Avenue de la Station
- Boulevard de Strasbourg
- Rue de Suez
- Rue Suzanne
- Avenue Sylvain-Thurin
- Impasse Symphorine
- Place de la Syrie

### T
- Impasse Taradel
- Traverse Teissere
- Rue Telon
- Chemin du Temple
- Chemin des Terres-Rouges
- Impasse Tesi
- Boulevard de Tesse
- Rue Thalie
- Rue Théodore-Botrel
- Rue Theophile-Gauthier
- Rue Theophile-Sambuc
- Rue Thoulon
- Rue du Thym
- Impasse des Tilleuls
- Avenue des Tirailleurs-Sénégalais
- Impasse Tiran
- Rue des Tombades
- Chemin de Tombouctou
- Rue du Tonkin
- Boulevard Toucas
- Traverse de la Tour
- Rue de la Tour-d'Auvergne
- Avenue de la Tour-Royale
- Allée des Tourterelles
- Rue Tourville
- Allée du Trélus
- Rue du Trélus
- Impasse des Trois-Cèdres
- Place des Trois-Dauphins
- Avenue du 3e-Régiment-des-Tirailleurs-Algériens
- Boulevard Trucy
- Rue Truguet
- Impasse des Tulipes
- Impasse Turc
- Impasse Turco
- Rue de Turenne
- Impasse Turri

### U
- Rue Uranie

### V
- Chemin du Val-d'Aigue
- Route du Val-d'Ardène
- Allée du Val-Doux
- Chemin du Val-Doux
- Impasse Val-Doux
- Avenue du Val-Fleuri
- Montée du Val-Fleuri
- Traverse du Val-Fleuri
- Impasse Val-des-Rosiers
- Rue du Val-Soleil
- Avenue de Valbourdin
- Impasse de la Valbourdine
- Rue Valentin-Haüy
- Rue Valentin-Henseling
- Avenue Valerie
- Rue Valérie-Bernard
- Rue Vallès
- Avenue Van-Loo
- Avenue Vauban
- Rue de Vaucouleurs
- Rue Vauquelin
- Rue Vedrines
- Rue du Vélodrome
- Rue Vercingétorix
- Avenue de Verdun
- Rue Vernier
- Avenue de Vert-Coteau
- Passage du Vice-Amiral-Court-de-la-Bruyère
- Rue de la Victoire
- Avenue de la Victoire-du-8-Mai-1945
- Avenue Victor-Agostini
- Rue Victor-Clappier
- Rue Victor-Cochet
- Rue Victor-Considérant
- Rue Victor-Esclangon
- Rue Victor-Gélu
- Rue Victor-Gélu-Prolongée
- Rue Victor-Gensollen
- Rue Victor-Micholet
- Rue Victor-Reymonenq
- Rue Victor-Thouron
- Rue Victor-Thouy
- Avenue Victorine
- Rue Victorine
- Impasse Videau
- Ruelle Videau
- Impasse Viel
- Chemin du Vieux-Colombier
- Rue des Vieux-Ordinaires
- Rue de la Vigie
- Avenue des Vignettes
- Rue Villars
- Carrefour Villevieille
- Rue Vincent-Allègre
- Rue Vincent-Courdouan
- Place Vincent-Raspail
- Rue Vincent-Scotto
- Impasse Vincent-Van-Gogh
- Avenue 22e-R.I.C.
- Impasse des Violettes
- Rue des Violettes
- Place de la Visitation
- Rue de la Visitation
- Place Voltaire
- Impasse du Vieux-Chemin-de-Sainte-Musse

### W
- Rue William-Bonaparte-Wyse
- Avenue Winston-Churchill

### X
- Rue Xavier-Savelli

### Y
- Rue Yves-Burles-de-Grandval
- Rue Yves-du-Manoir
- Rue Yvonne

### Z
- Rue Zénon-Pons
- Rue Zéphyre
- Rue Zoé